# 主权人民民主
主权人民民主（義大利語：Democrazia Sovrana Popolare，缩写为DSP）是意大利的一个民粹主义、主权主义和欧洲怀疑主义政党联盟，成立于2023年1月。该联盟的领导人是马尔科·里佐。

## 成员
- 共产党
- 再次主权和人民意大利

## 前成员
- 公民行动
- 争取人民主权阵线